# Triple DES
В криптографията, Троен ДЕС (англ. Triple DES, както и TDEA, и Triple DEA, съкратено от Triple Data Encryption Algorithm) е блоков шифър със симетричен ключ, който внимателно изпълнява ДЕС (Data Encryption Standart) 3 пъти с различни ключове. Поради тази причина дължината на ключа е 112 или 168 бита. Поради различни криптографски атаки НСА пресмята, че ефективната дължина на ключа е 80 или 112 бита
Практическа употреба:
Индустрията за електронно плащане използва Triple DES и продължава да развива обнародва стандарти базирани на него като EMV.
Microsoft OneNote, Microsoft Outlook 2007 и Microsoft System Center Configuration Manager 2012 използват Triple DES за защита с пароли на потребителско съдържание и системни данни.